# 扎克·布朗乐队
扎克·布朗乐队（英語：Zac Brown Band）是美国乡村音乐乐队，于2002年在亚特兰大组建。乐队现任成员有扎克·布朗、吉米·德马蒂尼、约翰·德里斯克尔·霍普金斯、科伊·鲍尔斯、克里斯·弗里亚尔、克莱·库克、马特·曼加诺、丹尼尔·德洛斯雷耶斯、卡罗琳·琼斯。
扎克·布朗乐队发表了7张录音室专辑，其中2008年专辑《The Foundation》在美国认证为5×白金专辑。乐队亦有13首歌曲在《公告牌》热门乡村歌曲榜或乡村音乐电台榜上获得冠军。乐队和阿兰·杰克逊、戴夫·格羅爾、傑森·瑪耶茲、艾維奇、布兰迪·卡莉、克里斯·康奈爾等有过合作。
扎克·布朗乐队获得了第52届格莱美奖最佳新人奖项。

## 音乐作品
录音室专辑
- 《The Foundation》（2008年）
- 《You Get What You Give》（2010年）
- 《Uncaged》（2012年）
- 《Jekyll + Hyde》（2015年）
- 《Welcome Home》（2017年）
- 《The Owl》（2019年）
- 《The Comeback》（2021年）